# Inter-LGBT
L'Interassociative lesbienne, gay, bi et trans ou Inter-LGBT, créée sous le nom de Lesbian & Gay Pride Île-de-France en 1999, est une fédération d'une soixantaine d'associations militant pour les droits des personnes lesbiennes, gays, bisexuelles et transgenres. Plus particulièrement, elle se donne pour but de lutter contre les discriminations fondées sur les mœurs, l’orientation sexuelle ou l’identité de genre.

## Composition et fonctionnement

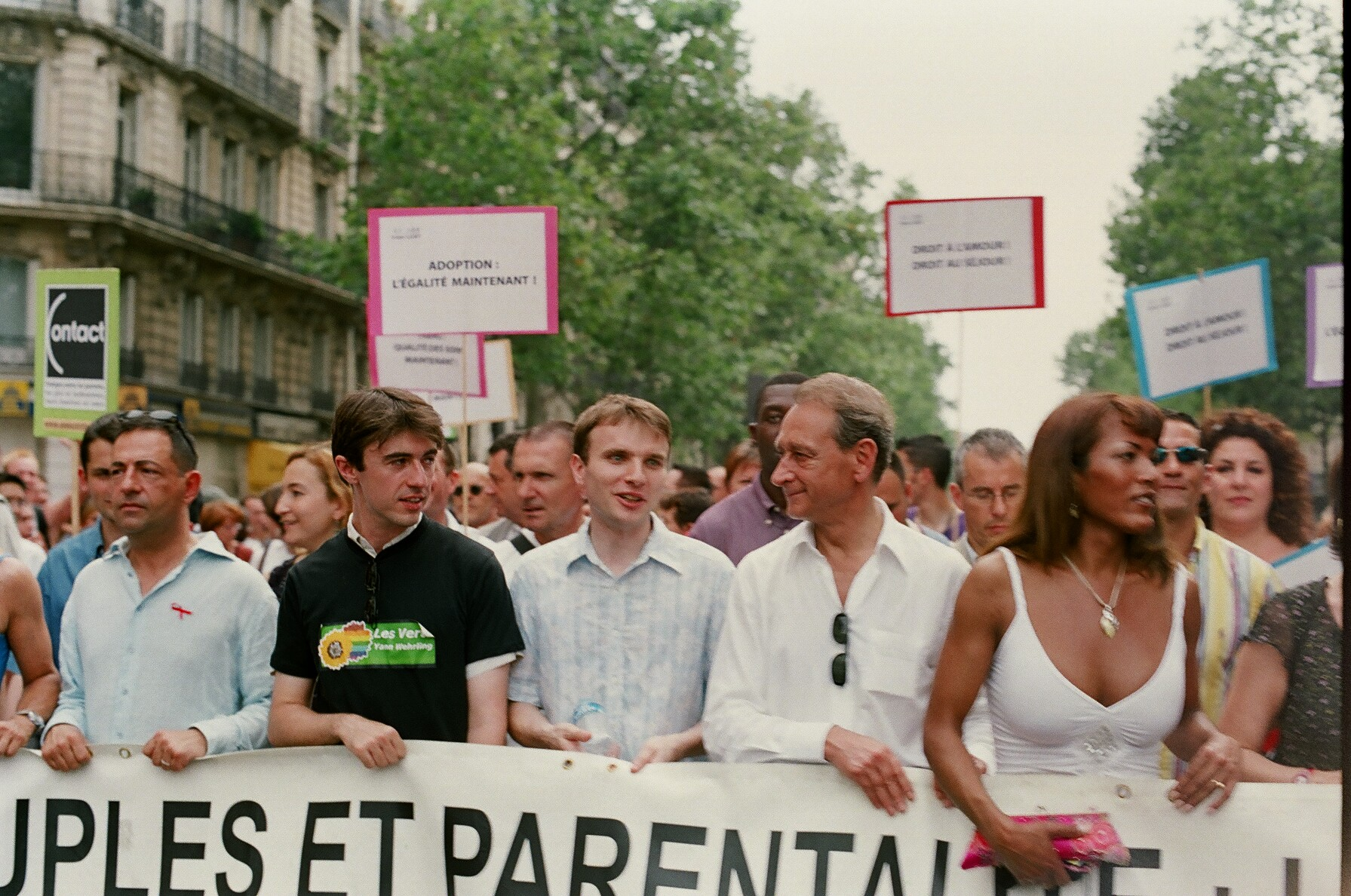
Paris Marche des fiertés, juin 2005, avec Jean-Luc Romero, Yann Wehrling, Alain Piriou, Bertrand Delanoë.

L'Inter-LGBT regroupe les principales organisations nationales militant pour la visibilité des questions LGBT, l'évolution des droits et la lutte contre les discriminations.
Elle est l'un des principaux interlocuteurs auprès des institutions et des politiques concernant les questions LGBT. Elle organise notamment la Marche des fiertés LGBT de Paris qui, selon la préfecture de police, rassemble plusieurs dizaines de milliers de personnes dans les rues de Paris,,.
Depuis 2014, l'Inter-LGBT a fait évoluer son mode d'organisation en créant deux pôles, l'un politique, l'autre inter-associatif.
L'Inter-LGBT se réunit régulièrement chaque mois selon ses nouvelles structures, les plénières politique et les plénières inter-associatives.

### Pôle politique

#### Mission
Le pôle politique a pour objet d’élaborer une stratégie commune, de produire des documents et de participer au dialogue politique, institutionnel et social. Il construit notamment le message politique de la Marche et ses revendications.

#### Activités
Il propose diverses initiatives et orientations lors de la plénière politique, qui en délibère et décide, et le pôle politique met ensuite en œuvre les décisions validées lors de la plénière. Toute association membre de l’Inter-LGBT peut s’y faire représenter par une ou plusieurs personnes, à chacune de ses réunions. Il se réunit une fois par mois en plénière et une fois par mois en délégation thématique et groupes de travail.

### Pôle inter-associatif

#### Mission
Le pôle inter-associatif, regroupe des associations membres de l’Inter-LGBT désireuses de mener des actions communes. Son principal objectif est d’œuvrer à la solidarité entre les associations et d’assurer une meilleure visibilité LGBT. Toute association membre peut s’y faire représenter par une ou plusieurs personnes, à chacune de ses réunions. Il se réunit en plénière une fois par mois afin de préparer des événements fédérateurs. Ces associations s’engagent pour l’année à soutenir les actions de l’Inter-LGBT et à trouver parmi leurs adhérentes et adhérents des bénévoles pour assurer le bon déroulement de ces actions.

#### Activités
Le pôle inter-associatif organise le salon du « Printemps des assoces » et subventionne la réalisation de chars associatifs pour la Marche des fiertés. Durant cette marche, il prend en charge l’organisation du service d’ordre et de l’octroi, et produit un ensemble de messages sur le thème de la lutte contre les discriminations en coordination avec le pôle politique, diffusés sur les chars désireux de soutenir cette action.

## Printemps des assoces et Marche des fiertés lesbiennes, gays, bi et trans
L'Inter-LGBT organise chaque année à Paris le « Printemps des assoces » (salon, ateliers thématiques, conférences) et la « Marche des fiertés lesbiennes, gays, bi et trans » (anciennement nommée la Gay Pride), comme d’autres manifestations publiques ; elle soutient des projets inter-associatifs, favorise la visibilité des associations LGBT et coordonne leurs activités.
Le mot d'ordre pour la Marche des fiertés LGBT de Paris est voté par les associations au printemps.
- 2000 : « L’homophobie est un fléau social »[5]
- 2001 : « Hétéros, homos, tous ensemble contre les discriminations »[6]
- 2002 : « Égalité ! »[7]
- 2003 : « Homophobie, lesbophobie, transphobie : agissons ! »[8]
- 2004 : « Assez d’hypocrisie, l’égalité maintenant ! »[9]
- 2005 : « Couples et parentalité : l’égalité maintenant »[10]
- 2006 : « Pour l’égalité en 2007 »[11]
- 2007 : « Égalité, ne transigeons pas »[12]
- 2008 : « Pour une école sans aucune discrimination »[13]
- 2009 : « 1969-2009 : Fièr-e-s de nos luttes, à quand l’égalité réelle ? »[14]
- 2010 : « Violences, discriminations : Assez ! Liberté et égalité, partout et toujours »[15]
- 2011 : « Pour l'égalité, en 2011 je marche, en 2012 je vote »[16] ; l'année 2012 étant celles des élections présidentielles et législatives.
- 2012 : « 2012 : L’égalité n’attend plus ! » Ce mot d'ordre adopté également par les autres marches de province[4]
- 2013 : « Droits des LGBT : allons au bout de l’égalité »[17],[4]
- 2014 : « Nos vies, nos corps, nos familles, plus de droits pour tou-te-s ! »[4]
- 2015 : « Multiples et indivisibles »[4].
- 2016 : « Les droits des personnes trans sont une urgence. Stérilisations forcées, agressions, précarité : stop »[18][source insuffisante]
- 2017 : « PMA sans condition ni restriction, c'est maintenant ! »[19]
- 2018 :  « Les discriminations au tapis, dans le sport comme dans nos vies ! »[20][source insuffisante]
- 2019 :  « Filiation, PMA : marre des lois a minima ! »[21][source insuffisante]
- 2022 : « Nos corps, nos droits, vos gueules ! »[22]

## Relation avec les politiques
L'Inter-LGBT travaille avec les ministères sur des points spécifiques et techniques (droits des personnes transgenres, des familles homoparentales, questions de santé sexuelle, d'éducation, internationales…).
Elle interpelle les partis politiques pour qu'ils prennent en compte les revendications liées à ce qu’elle considère comme relevant de l'égalité des droits pour les personnes LGBT.
L'association n'a pas de salariés mais dispose de locaux dans la Maison des associations du 3e arrondissement de Paris. Elle reçoit des subventions, notamment de la région IDF et des dons, notamment ceux récoltés à l'octroi[source insuffisante] lors de la Marche des fiertés LGBT.

### Porte-parole de l'Inter-LGBT
- René Lalement[24] : novembre 1999 - octobre 2002
- Alain Piriou[12] : octobre 2002 - septembre 2008
- Philippe Castel : septembre 2008 - avril 2010
- Vincent Loiseau : avril 2010 - septembre 2010
- Nicolas Gougain [3]: septembre 2010 - septembre 2013
- Nathalie Mestre et Mathieu Nocent : septembre 2013 - octobre 2013

Depuis octobre 2013, le fonctionnement du porte-parolat de l'Inter-LGBT a été réorganisé. Ainsi, elle n'a pas un unique porte-parole, mais des porte-paroles thématiques.
En septembre 2014, trois porte-paroles généralistes de l'Inter-LGBT ont été élus[source insuffisante] :
- Amandine Miguel : septembre 2014 - septembre 2016
- Nicolas Rividi[4] : septembre 2014 - septembre 2015
- Clémence Zamora Cruz : septembre 2014 - 2020
- Matthieu Gatipon-Bachette : octobre 2020 -décembre 2022

De 2016 à 2018, retour à un porte-parolat unique, tenu par Clémence Zamora Cruz.
- Elisa Koubi et ... ... : ... ... - janvier 2024
- James Leperlier : février 2024 - mars 2025
- Alexandre Schon : mars 2025 à nos jours

## Controverses
Pour la Marche des fiertés 2011, l'Inter-LGBT choisit de faire figurer sur son affiche un coq cocardier. Plusieurs associations (Le Refuge, Lesbiennes of Color (LOC)...) demandent le retrait pur et simple d'une affiche véhiculant supposément des stéréotypes « racistes et pétainistes » ou « réducteurs et contre-productifs ». Une semaine plus tard l'Inter-LGBT annonce qu'elle « fait le choix de ne pas utiliser davantage » cette affiche, dont le visuel — un coq blanc flanqué d’un boa rose — a suscité une vague de critiques depuis une dizaine de jours, notamment sur Facebook. Dans ce même communiqué, l'Inter-LGBT « dénonce les différents procès contradictoires intentés contre ce visuel, qui n'est ni un hommage nationaliste rendu à l'extrême droite, ni une profession de foi machiste et misogyne, ni une réduction du mouvement LGBT aux pires clichés homophobes. » « Cette affiche, nous ne la renions pas, nous l'assumons. »
L’affiche de l’édition 2025 représentant, selon Mediapart, « un individu étourdi par une cravate (perçu par certains comme une incitation à la violence) » et affichant « des symboles tels qu’un drapeau palestinien et une femme voilée » suscite à nouveau la polémique. Après le dépôt d’un amendement du RN, Valérie Pécresse, présidente de la région Île-de-France, retire un total de 50 000 € de subventions à l’Inter-LGBT, plusieurs entreprises annulent leur soutien (PayPal, RATP, Air France, Henkel, Accor), tandis que d’autres comme Disney, L’Oréal et Sony maintiennent leur appui. L’affiche suscite également l’indignation du groupe juif gay et lesbien de France, Beit Haverim, qui dénonce « l’inclusion » sur le visuel des « couleurs du drapeau palestinien ».

## Membres
- ACGLSF - Association culturelle des gays et lesbiennes sourds de France
- ACTHÉ - Association commune trans et homo pour l’égalité
- ADFH - Association des familles homoparentales
- AIDES - Lutte contre le VIH/SIDA
- Amnesty International Section française - Commission LGBT
- Angel 91 - Association nouvelle des gais et lesbiennes de l’Essonne
- ASMF - association gay cuir et moto
- Barbi(e)turix
- Beit Haverim
- Bi'Cause
- Caélif - Collectif des associations étudiantes LGBT d'Île-de-France
- CENTR’ÉGAUX - Association des centristes et démocrates lesbiennes gays bi trans et gayfriendly
- Centre lesbien, gai, bi et trans de Paris et Île-de-France
- Collectif Fier-e-s et révolutionnaires du PCF
- COMIN-G - Association du personnel LGBT du linistère de l’Économie, des Finances, de l’Industrie
- Commission LGBTI du Parti de gauche
- Commission nationale LGBT d'Europe Écologie Les Verts
- CONTACT - Dialogue entre les parents, les gais et les lesbiennes, leurs familles et leurs amis
- David et Jonathan - Mouvement homosexuel chrétien ouvert à toutes et à tous
- Enfants d’Arc en Ciel - Des Familles LGBTparentales, des familles tout simplement
- EX Aequo Reims
- Flag ! - Association du personnel LGBT des ministères de l'Intérieur et de la Justice
- FSGL (Fédération sportive gaie et lesbienne, ex CGPIF)
- FSU (Fédération syndicale unitaire)
- Gare ! - Lesbiennes, gays, bi et trans du groupe SNCF et leurs ami(e)s
- Homobilités - Association des LGBT du groupe RATP et de leurs amis
- Homosexualités et socialisme
- L’Autre Cercle - Fédération d’associations régionales qui œuvre pour l’inclusion des personnes LGBT+ dans leur environnement professionnel
- Les concerts gais
- Les Oublié(e)s de la Mémoire – Association civile homosexuelle du devoir de mémoire
- Les FrontRunners de Paris - association de course à pied des gays et lesbiennes et de leurs ami(e)s.
- Les Mâles Fêteurs - association conviviale
- Melomen
- Mobilisnoo - association des LGBT du groupe France Telecom/Orange
- Podium Paris - chœur gay de variétés de Paris
- Polychrome
- Rando’s Île-de-France
- Strass
- Unef

### Anciens membres
Adhérente depuis la création de l'Inter-LGBT, la Coordination lesbienne en France a annoncé, lors de la réunion du 1er mars 2014, que l'Inter-LGBT ne les représentait plus car la Coordination lesbienne se positionne contre la légalisation de la gestation pour autrui (GPA) et contre le « système prostitutionnel », alors que d'autres associations adhérentes de l'Inter-LGBT y seraient favorables.
Mais aussi :
- Acceptess-T - Association d’auto-support des trans migrantes ou précaires en France
- AMIHE - Association-Maison intersexualité et hermaphrodisme Europe
- APGL - Association des parents et futurs parents gais et lesbiens
- Association pour la reconnaissance des droits des personnes homosexuelles et transsexuelles à l'immigration et au séjour - ARDHIS
- Cineffable
- Français du monde - ADFE
- GLUP - Groupe LGBT des universités de Paris
- HomoSFèRe - Association du personnel LGBT du groupe SFR et leurs ami(e)s, collaborateurs et externes
- MAG jeunes gais, lesbiennes, bi et trans (15-26 ans)
- Long Yang Club - Association franco-asiatique à sensibilité gay
- Osez le féminisme !
- PopinGays